# Frank Kromer

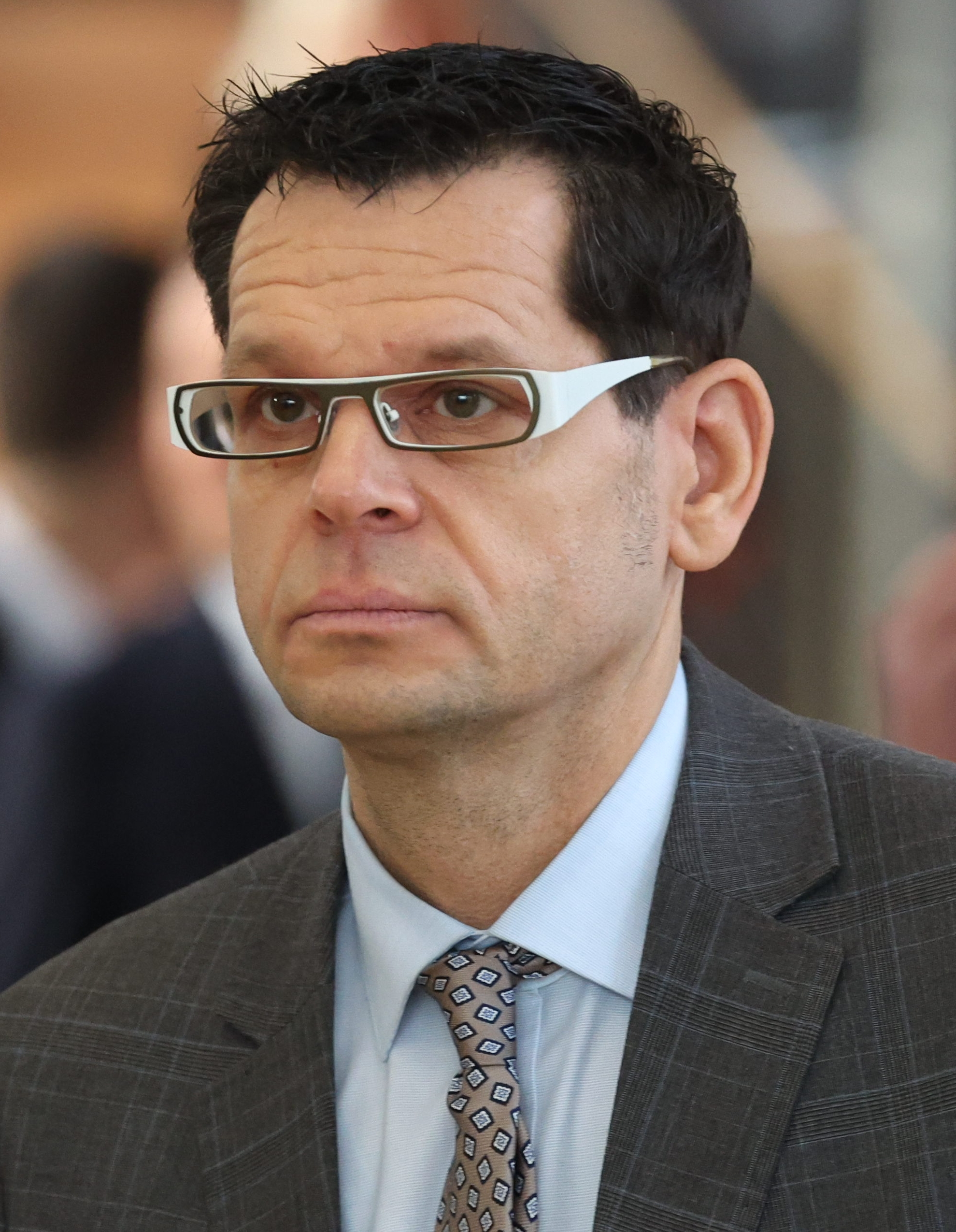
Frank Kromer (2024)

Frank Kromer (* 16. Januar 1970 in Wiesbaden) ist ein deutscher Physiker und Politiker (CDU). Er ist seit 2024 Mitglied im Sächsischen Landtag.

## Leben
Frank Kromer beendete 1989 in Wiesbaden seinen Schulbesuch mit dem Abitur. Nach dem Grundwehrdienst studierte er Physik an der Technischen Hochschule Darmstadt mit Abschluss als Diplom-Ingenieur 1996. Er wechselte dann zum Max-Planck-Institut für Chemische Physik fester Stoffe (MPI-CPfS), wo er 2001 in Kooperation mit der Technischen Universität Dresden mit einer Arbeit über Dilatometrische Untersuchungen an den Schwere-Fermionen-Verbindungen (UTh)Be13 und CeNi2Ge2 zum Dr. rer. nat. promoviert wurde. Danach war er kurzzeitig als Unternehmensberater und von 2003 bis 2024 als Teamleiter und Manager am Dresdner Maskentechnologiezentrum (AMTC) tätig. 

## Partei und Politik
Kromer trat 1996 in die CDU ein. Im Landesvorstand der Mittelstandsvereinigung der CDU (MIT) ist er seit 2023 Beisitzer. 
Er war von 2018 bis 2019 stellvertretendes Mitglied im Ortsbeirat von Dresden-Blasewitz. 2024 wurde er in den Stadtbezirksbeirat Dresden-Blasewitz gewählt. Bei der Landtagswahl in Sachsen 2024 erhielt er ein Direktmandat im Wahlkreis Dresden 4.